# تپه کرویق
تپه کرویق مربوط به هزاره اول قبل از میلاد - سده‌های متاخر دوران‌های تاریخی پس از اسلام است و در شهرستان ورزقان، بخش بکرآباد، دهستان مرکزی، روستای کرویق واقع شده و این اثر در تاریخ ۱۸ اسفند ۱۳۸۷ با شمارهٔ ثبت ۲۵۲۱۷ به‌عنوان یکی از آثار ملی ایران به ثبت رسیده است.